# سياران مارتين
سياران مارتين (بالإنجليزية: Ciarán Martyn)‏ هو لاعب كرة قدم أيرلندي، ولد في 25 مارس 1980 في سلايغو في جمهورية أيرلندا. لعب مع ديري سيتي وغلينافون وغلينتوران ونادي فريدريكستاد ونادي كلية جامعة دبلن.

## وصلات خارجية
- سياران مارتين على موقع قاعدة بيانات كرة القدم.إي يو (الإنجليزية)
- سياران مارتين على موقع Soccerway.com (الإنجليزية)